# Geminiano Inghirami
Geminiano Inghirami (ur. 1371 w Prato, zm. 24 lipca 1460 tamże) – włoski duchowny katolicki, teolog i prawnik, dziekan Roty Rzymskiej.

## Życiorys
Należał do wpływowej rodziny z Prato, po ukończeniu studiów poświęcił się życiu zakonnemu. Zasłynął jako główny prawnik, uczestniczący w soborze w Konstancji – był wtedy audytorem Roty Rzymskiej. Znał osobiście głównych bohaterów ówczesnego toskańskiego środowiska, w tym Cosimo de 'Medici i Antonino Pierozzi.
Był wpływowym wielbicielem sztuki renesansowej, zlecając najciekawsze dzieła florenckim artystom o największej sławie i często przekonując ich do pracy w swojej rodzinnej miejscowości – Prato, w tym na placu budowy katedry. Wśród nich byli Donatello, Michelozzo i Filippo Lippi, którzy byli wykonawcami chóru katedry miejskiej, co jest uważane za jedno z ich największych dzieł – cykl fresków z historiami św. Stefana oraz św. Jana Chrzciciela. Z inicjatywy Inghiramiego Lippi namalował także sławny obraz „Pogrzeb św. Jeremiasza”.
Inghirami został pochowany w kościele San Francesco w Prato, w grobowcu w jednym z krużganków, ale później został przeniesiony do wnętrza kościoła. Jego sarkofag został prawdopodobnie wyrzeźbiony przez Pasquino da Montepulciano, jednak przypisywany jest Desiderio da Settignano. Pierwotnie był zdobiony zaginionymi obrazami Lippiego.

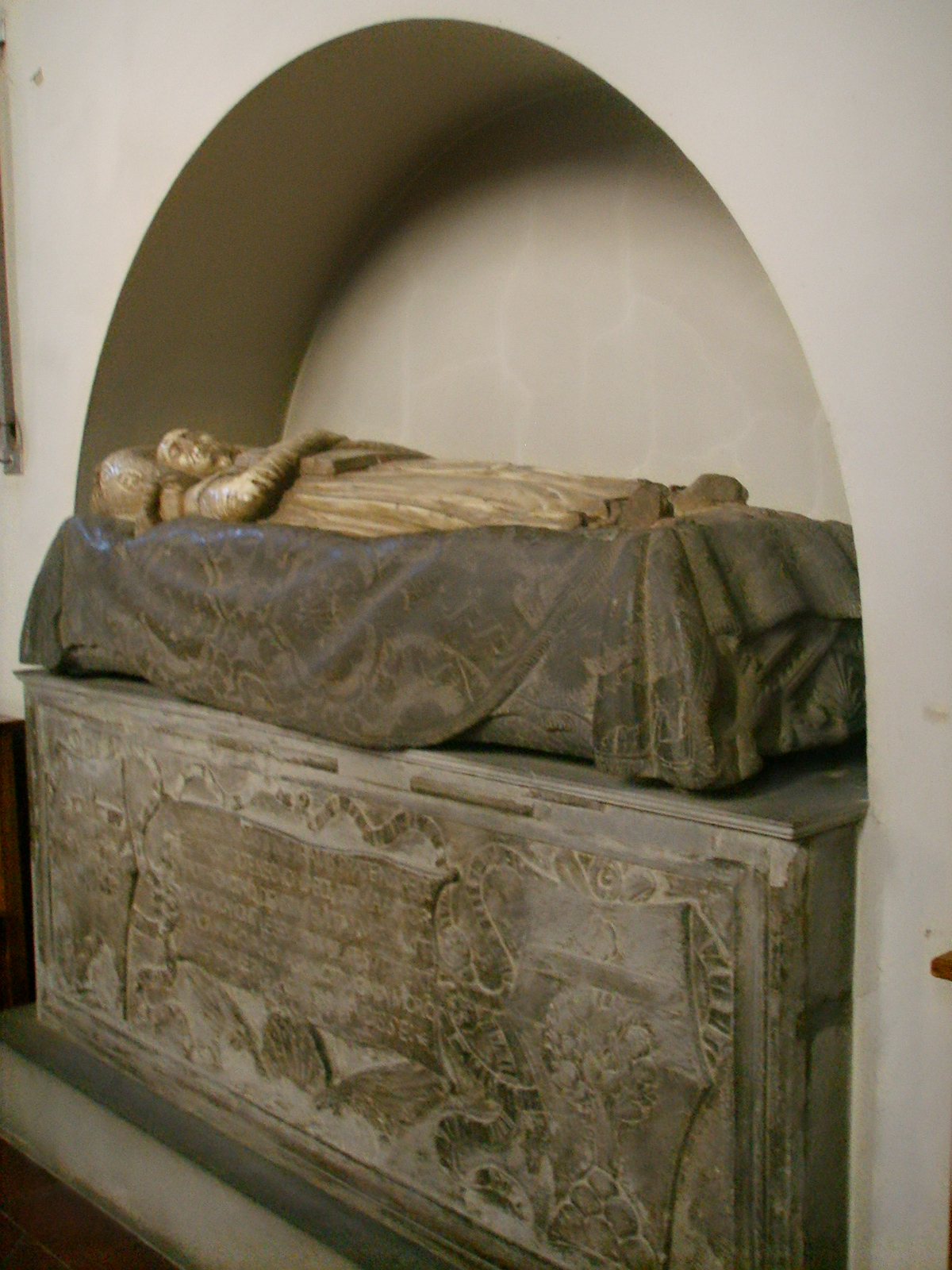
Sarkofag Geminiano Inghirami